# Eddie Peng
Eddie Peng (en chinois : 彭于晏 (pinyin : Peng Yuyan)), aussi Peng Yu-yen, né à Taipei (République de Chine (Taiwan)) le 24 mars 1982 , est un acteur et chanteur canado-taïwanais.

## Biographie
Eddie Peng a émigré au Canada à l'âge de treize ans.

## Filmographie partielle

### Au cinéma
- 2008 : My So-called Love (Ai de fa sheng lian xi) de Leading Li : Ah Liang
- 2008 : All About Women (Nu ren bu huai) de Tsui Hark : Mo Chiyen
- 2009 : Hear Me (Ting Shuo) de Fen-Fen Cheng : Tian-kuo
- 2010 : Close to You (Jin zai zhi chi) de Cheng Hsiao-tse : Chao Tzi-chieh
- 2010 : Lover's Discourse (JKeun yan sui yu) de Derek Tsang et Wan Chi-man : Sam
- 2011 : Jump Ashin ! (Fan gun ba ! A xin) de Lin Yu-hsien : Ashin / Lin Yu-shin
- 2011 : Love You You (Xia ri le you you) de Jingle Ma : You Le-le
- 2012 : Love (Ai) de Doze Niu : Kai
- 2012 : Cold War (Hon zin) de Longman Leung et Sunny Luk : Joe Lee
- 2012 : Tai Chi (Tai ji 1: Cong ling kai shi) de Stephen Fung : Fang Zi Jing
- 2012 : Tai Chi Hero (Tai ji 2: Ying xiong jue qi) de Stephen Fung : Fang Zi Jing
- 2014 : Rise of the Legend (Huang feihong zhi yingxiong you meng) de Roy Chow : Fei
- 2014 : La Fuite du temps (Fleet of Time - Cong cong na nian) de Zhang Yibai : Chen Xun
- 2015 : 12 Golden Ducks (12 gam ngap) de Matt Chow
- 2015 : Tai Chi Zero (Tai Chi 0) de Stephen Fung : Fang Zi Jing
- 2015 : The Last Women Standing (Sheng zhe wei wang) de Luo Luo : Ma Sai
- 2015 : To the Fore (Po feng) de Dante Lam : Qiu Ming
- 2016 : The Monkey King 2 (Xi you ji zhi: Sun Wukong san da Baigu Jing) de Soi Cheang : le distributeur de pharmacie
- 2016 : Run for Love, segment So Long My Love de Zhang Yibai : Feng Yujian
- 2016 : The Bodyguard (Wo de te gong ye ye) de Sammo Hung : un policier
- 2016 : Cold War 2 (Hon zin 2) de Longman Leung et Sunny Luk : Joe Lee
- 2016 : Call of Heroes (Ngai sing) de Benny Chan : Ma Fung
- 2016 : La Grande Muraille (The Great Wall, 長城) de Zhang Yimou : Commandant Wu
- 2017 : Our Time Will Come (Ming yue ji shi you) de Ann Hui : Blackie Lau
- 2017 : Duckweed (Cheng feng po lang) de Han Han : Xu Zhengtai
- 2017 : Immortal Demon Slayer (Wu Kong) de Derek Kwok : Sun Wukong
- 2018 : Hidden Man (Xie bu ya zheng) de Jiang Wen : Li Tianran
- 2019 : Midnight Diner (Shen ye shi tang) de Tony Leung Ka-fai : l'entraîneur physique
- 2020 : The Rescue de Dante Lam : Gao Qian
- 2020 : Love After Love (Di yi lu xiang) de Ann Hui : Qiao Qiqiao
- 2021 : Are you lonesome tonight ? (Re dai wang shi) de Shipei Wen : Wang Xue-ming
- 2023 : I Did It My Way (Cim hang) de Jason Kwan : Fang Xing
- 2024 : Black Dog de Guan Hu : Lang